# اباباخ
اباباخ (به آلمانی: Abbabach) یک رود در آلمان است که در نوردراین-وستفالن واقع شده‌است.